# Hyles deserticola
Hyles deserticola är en fjärilsart som beskrevs av Max Bartel 1899. Hyles deserticola ingår i släktet Hyles och familjen svärmare. Inga underarter finns listade i Catalogue of Life.